# (1692) Subbotina
(1692) Subbotina es un asteroide perteneciente al cinturón de asteroides descubierto el 16 de agosto de 1936 por Grigori Nikoláievich Neúimin desde el observatorio de Simeiz en Crimea.
Está nombrado en honor de Mijaíl Feodórovich Subbotin (1893-1966), director del Instituto de Astronomía de San Petersburgo.